# Diabetis mellitus gestacional
La diabetis mellitus gestacional (DMG) és un tipus de diabetis mellitus que es caracteritza per un augment de glucosa a la sang, hiperglucèmia, induïda per l'embaràs. La diabetis gestacional generalment provoca pocs símptomes; però, augmenta el risc de preeclàmpsia, depressió i de necessitat d'una cesària. Els nadons nascuts de mares amb diabetis gestacional mal tractada tenen un major risc de patir macrosomia, de tenir hipoglucèmia després del naixement i d'icterícia. Si no es tracta, la diabetis també pot provocar una mort fetal. El risc de complicacions en el part també és més elevat. A llarg termini, els fills tenen més risc de patir sobrepès i de desenvolupar diabetis tipus 2.
La diabetis gestacional pot ocórrer durant l'embaràs a causa de la resistència a la insulina o de la reducció de la producció d'insulina. Els factors de risc inclouen el sobrepès, tenir diabetis gestacional prèviament, antecedents familiars de diabetis tipus 2 i tenir síndrome d'ovari poliquístic. El diagnòstic es fa mitjançant anàlisis de sang. Per a les persones amb risc normal, es recomana fer-se un cribratge entre les 24 i les 28 setmanes de gestació. Per a aquells amb alt risc, es poden fer proves a la primera visita prenatal.
La pateixen entre el 3% i el 9% de dones embarassades, en funció de la població estudiada.
Sovint es regula simplement amb una dieta adient i exercici físic, però és possible que la dona amb diabetis gestacional hagi de punxar-se amb insulina durant l'embaràs. Després del part, la gran majoria de diabetis gestacionals desapareixen, excepte en les diabètiques que ja ho eren, que ho continuaran sent. Si s'ha tingut diabetis gestacional en un embaràs, la freqüència d'aparició en gestacions posteriors és alta. Aquestes dones tenen un major risc de desenvolupar diabetis tipus 2.

## Factors de risc
- Història familiar de diabetis tipus II.
- Edat de la dona, a major edat major risc. Embarassos després dels 30 anys.
- Raça, són més propenses les afroamericanes, natives nord-americanes i hispanes.
- Obesitat.
- Diabetis gestacional en un altre embaràs.
- Haver tingut en un embaràs previ un nen amb més de 4 quilos.
- Fumar dobla el risc de diabetis gestacional.

## Diagnòstic
Per detectar un possible risc de diabetis gestacional es pot utilitzar diversos mètodes: glucèmia basal postprandial, prova d'O'Sullivan i la prova de tolerància a la glucosa oral.

### Prova d'O'Sullivan
Consisteix en la valoració de la glucosa plasmàtica venosa una hora després de la ingesta oral de 50gr de glucosa, en qualsevol hora del dia i independentment de la ingesta o no d'aliments prèvia. No cal una dieta especial en els dies previs a la prova. Es realitza entre les setmanes 24-28 de gestació i en embaràs de risc, a més, entre les 30-32.
Es considera la prova d'O'Sullivan positiva si les xifres de glucosa en plasma venós són superiors a 140 mg/dl (7,8 mmol/L), i s'hauria de realitzar un test de tolerància oral a la glucosa per confirmar el diagnòstic de diabetis gestacional. La sensibilitat d'aquest test és del 80%.

## Tractament
El tractament de DMG, com en altres tipus de diabetis mellitus, se centra a mantenir el nivell de sucre en sang en els rangs normals. El tractament pot incloure les següents actuacions:
- Dieta especial
- Exercici
- Control diari del nivell de sucre en sang
- Injeccions d'insulina

Sovint, la diabetis gestacional pot ser tractada amb dieta i exercici. Si aquest tractament no és efectiu, es procedirà a l'administració d'insulina, o bé al tractament amb altres fàrmacs per la diabetis com la glibenclamida i la metformina.